# Chionis minor

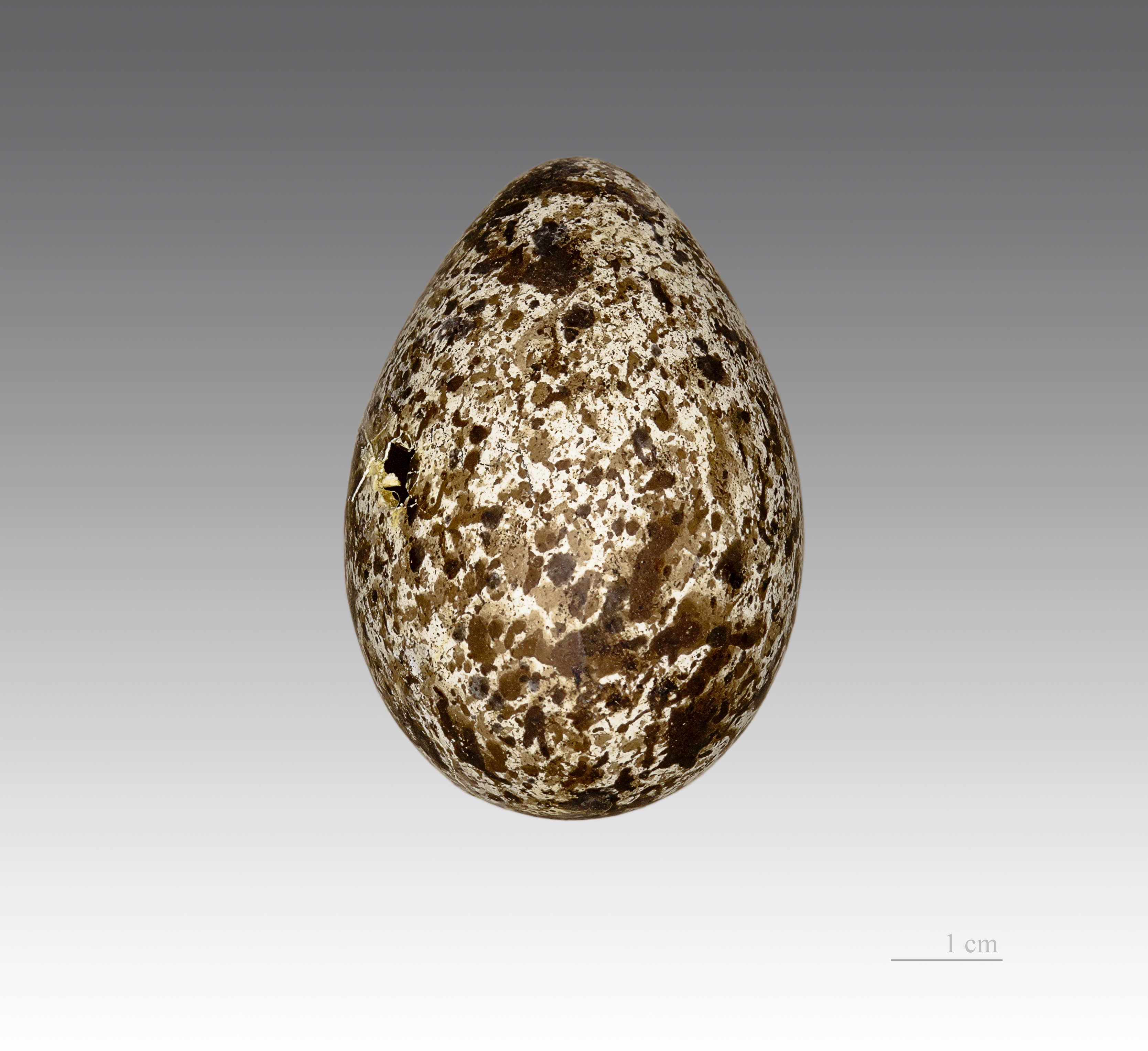
Uovo di Chionis minor

Il chione minore (Chionis minor, Hartlaub 1841), è un uccello della famiglia dei Chionidae.

## Sistematica
Chionis minor ha quattro sottospecie:
- Chionis minor crozettensis
- Chionis minor marionensis
- Chionis minor minor
  - Chionis minor nivea sottospecie di C. m. minor
- Chionis minor nasicornis

## Distribuzione e habitat
Questo uccello nidifica sulle isole dell'estremo sud dell'Oceano Indiano: sulle Isole del Principe Edoardo (C. m. marionensis), sulle Isole Crozet (C. m. crozettensis), sulle Isole Kerguelen (C. m. minor) e sulle Isole Heard e McDonald (C. m. nasicornis).